# Пастила
Пастила́ — кондитерское изделие из подсушенного фруктово-ягодного пюре или сока. Блюдо русской кухни (известно с XIV в.). Следует разделять белёвскую и коломенскую пастилы, так как приготовляются они по различным рецептам — первая больше напоминает фруктовое суфле, а вторая близка зефиру и, как считается, является его прообразом.

## Этимология
Вероятно пастила происходит от лат. pastillus, что означает — лепёшка.
Впервые упоминается в «Домострое»: «постела» и грамоте Ивана Грозного от 1578 года в Кирилло-Белозерский монастырь: «постила» — «лакомство из ягодного сока». По данным же В. Похлёбкина, пастила известна с XIV века, причём, согласно местному преданию, изобретена жителями Коломны. Известны аналоги в других странах Европы (напр., cuir de fruits во Франции). С XIX века коломенскую и ржевскую пастилу экспортировали в европейские страны. Среднегреч. παστῖλος — шарик теста, лепёшка встречается в 28 обвинении против Иоанна Златоуста Собора под Дубом 59 кодекса сочинения Патриарха Фотия «Библиотека», которое написано до 857 года.

## История

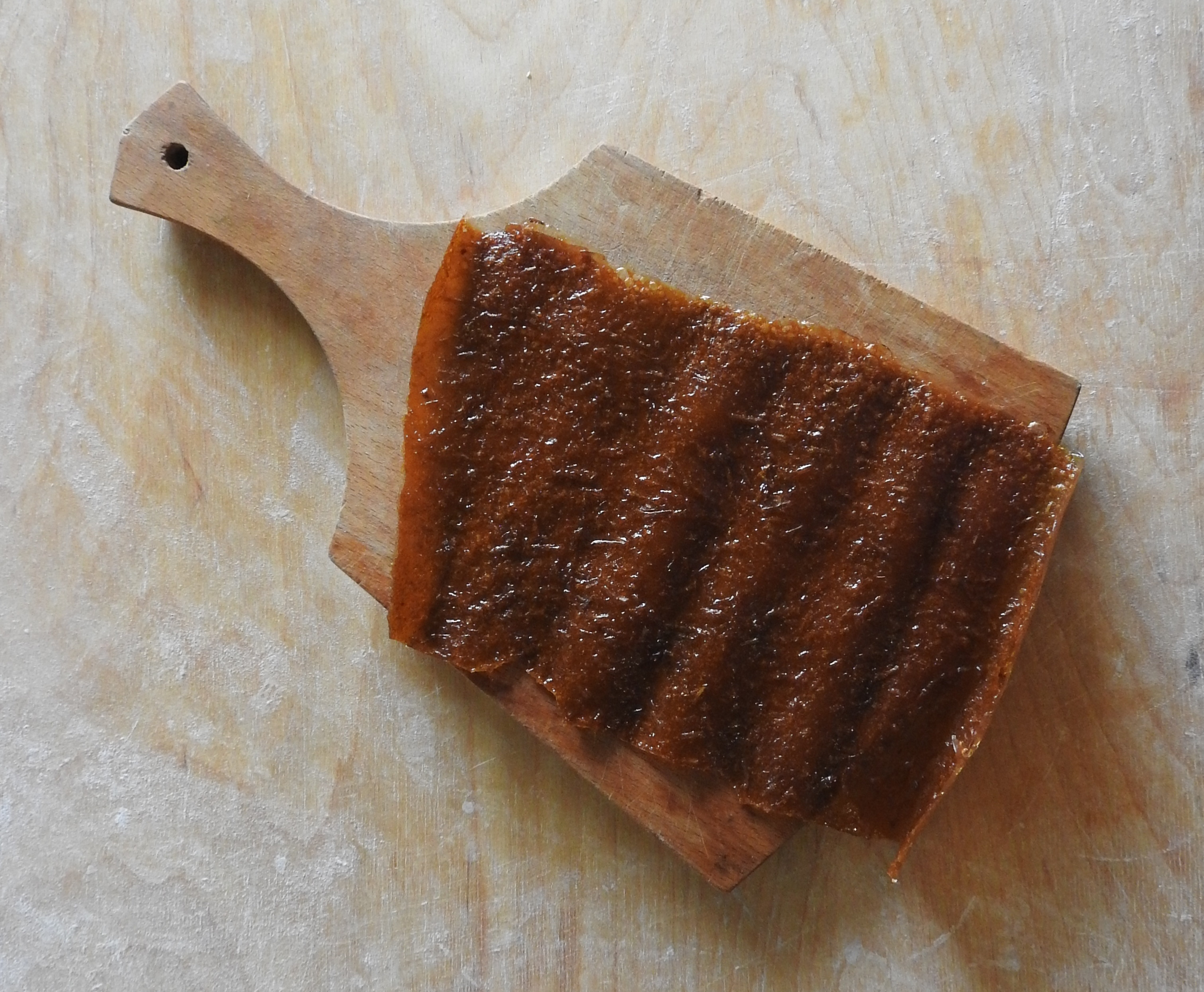
Как, Ҡаҡ — татарские и башкирские национальные блюда, пастила в виде тонких пластов, изготовляемая путём сушки под солнцем или в печи яблочного пюре или протёртых ягод (земляника, смородина, малина и другие) на досках, предварительно смазанных маслом или жиром. Хранится свёрнутой в рулоны.

Пастилу изготавливали из взбитого пюре яблок кисловатых русских сортов (антоновка, титовка, зелёнка), а также мякоти ягод (брусники, рябины, малины, смородины, клюквы, облепихи). Второй важный компонент пастилы — мёд, а с XIX века также сахар. Третий (необязательный) компонент пастилы, употребляемый с XV века, — яичный белок, который был нужен для придания пастиле белого цвета. Традиционно пастила изготавливалась в русской печи: она даёт эффект постепенно понижающегося тепла, которое обеспечивает равномерное подсыхание пасты из яблочного пюре, мёда, сахара и белка, нанесённой тонким слоем на ткань на деревянных рамках. Несколько слоёв прошедшей первоначальную просушку пасты наслаиваются друг на друга, после чего проходят вторичную просушку в деревянных ящиках из ольхи в печи.

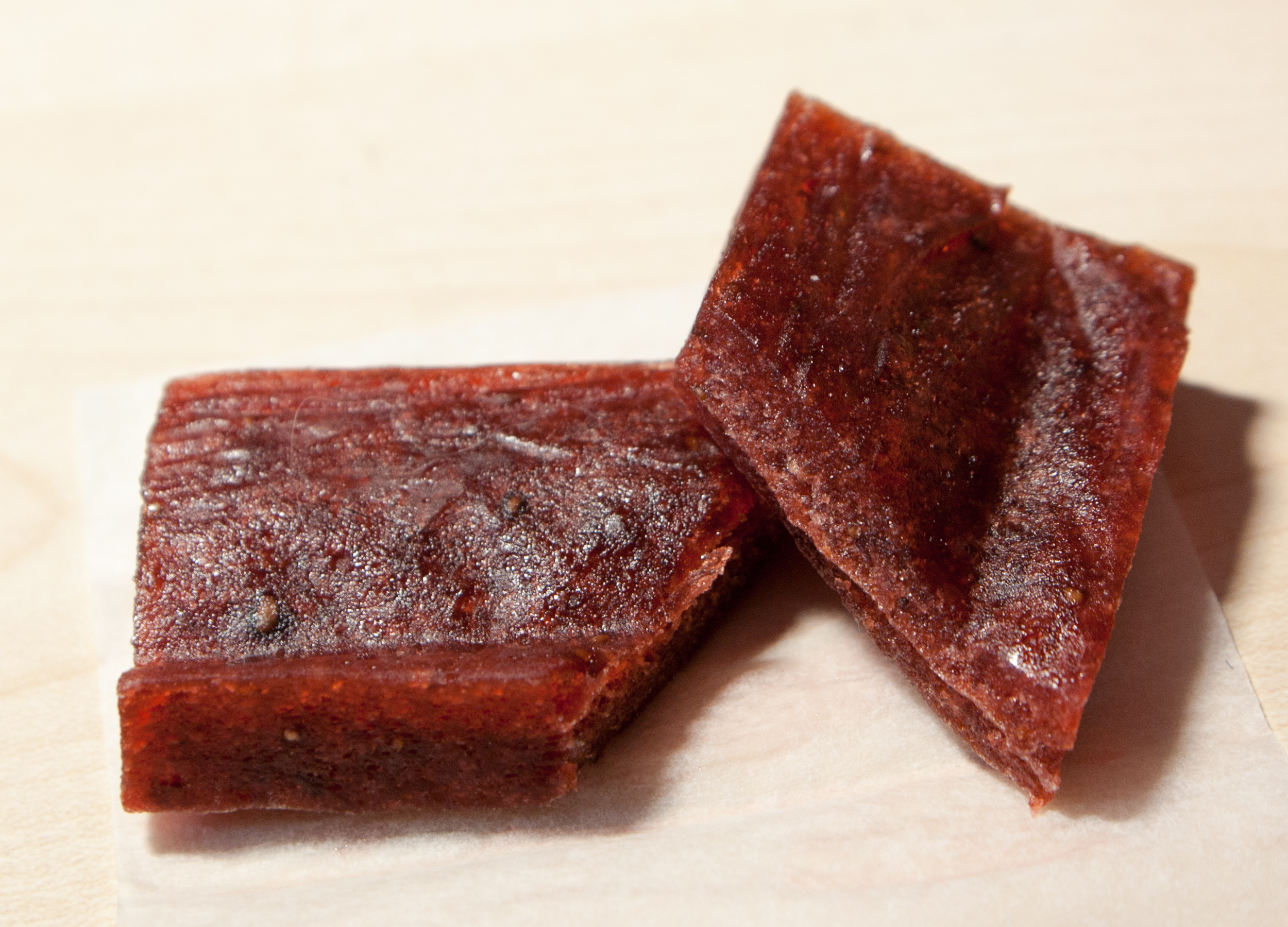
Коломенская пастила.
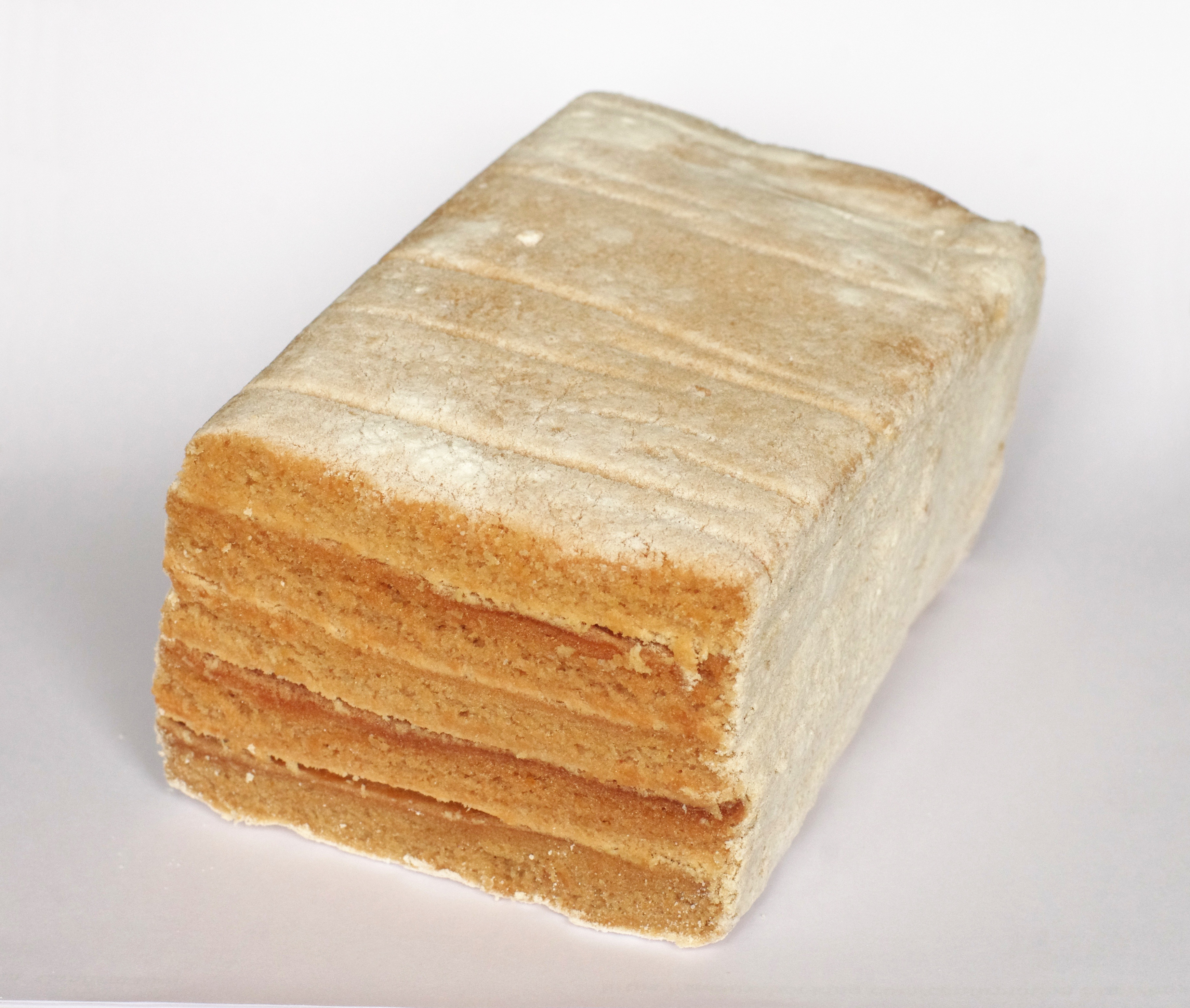
Белёвская пастила.
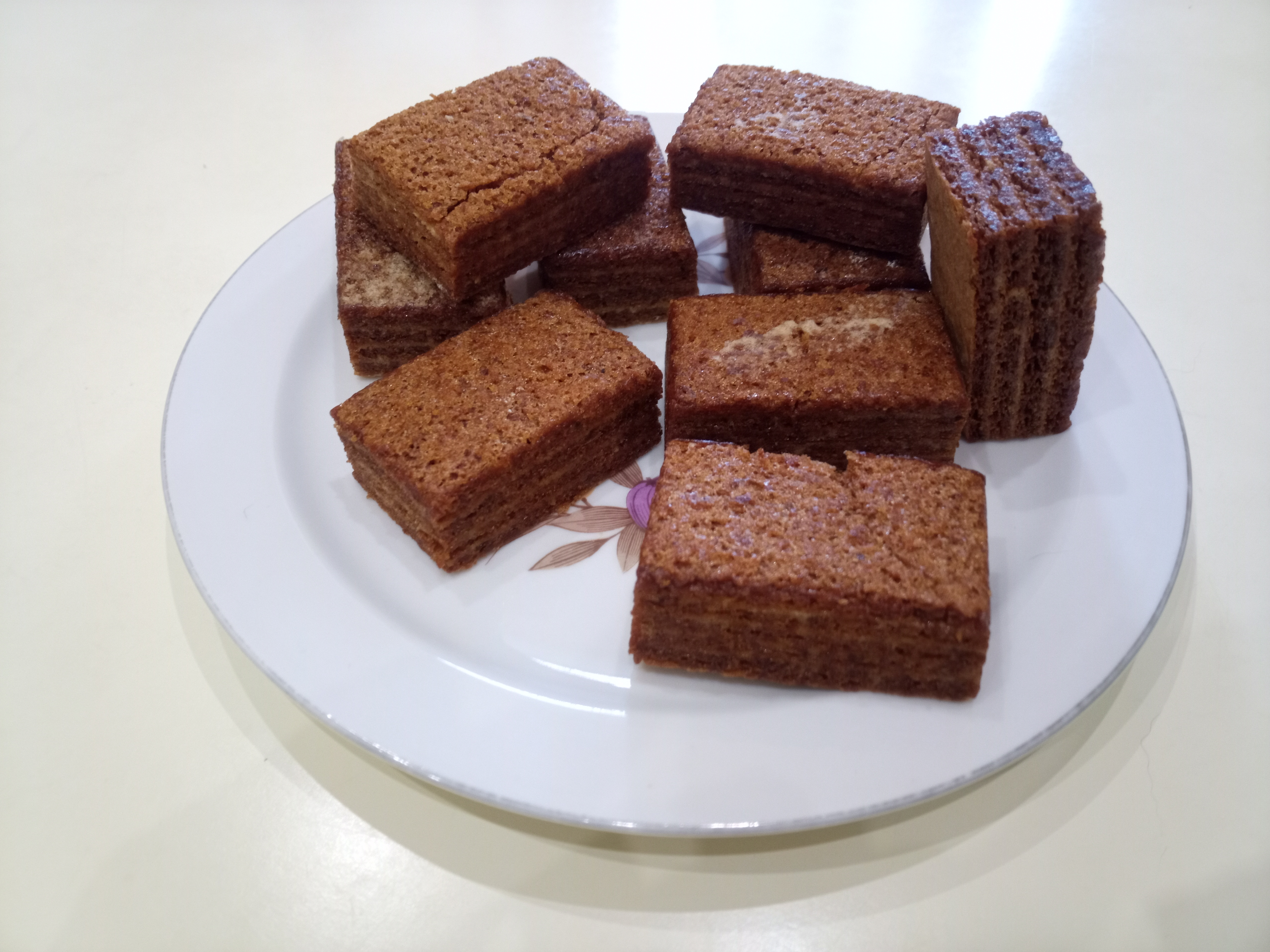
Краматорская (слоистая рыхлая) пастила.

Согласно С. Т. Аксакову, в конце XVIII века «русскими назывались пастилы толстые, сахарные или медовые, процеженные сквозь рединку, а татарскими — тонкие, как кожа, со всеми ягодными семечками, довольно кислые на вкус» («Детские годы Багрова-внука»). Основой для приготовления и тех, и других служили свежесобранные ягоды.
До революции 1917 года особенной известностью пользовались коломенская, ржевская и белёвская пастила. Коломенская была однородна.  «Коломенская» изготавливалась на заводах И. А. Куприянова (основан в 1735 г. Шервавиными) и К. Ф. Чуприкова (основан в 1860 г.). Кроме муфтовой, яблочной и сахарной пастилы, здесь производили варенье и конфеты. В ржевской (также имеющей давнюю традицию производства) слои яблочной пастилы переслаивались двумя-тремя более тёмными и тонкими слоями рябиновой и брусничной пастилы. В 1888 году крупный промышленник и купец Амвросий Прохоров открыл в Белёве производство слоёной белёвской («прохоровской») пастилы.

В советское время был разработан упрощённый вариант русской пастилы в форме небольших белых брусков, который изготавливается промышленным путём и получил всеобщее распространение. По вкусу он больше напоминает зефир. Фруктовую пастилу ест героиня повести Платонова «Котлован» (1930).

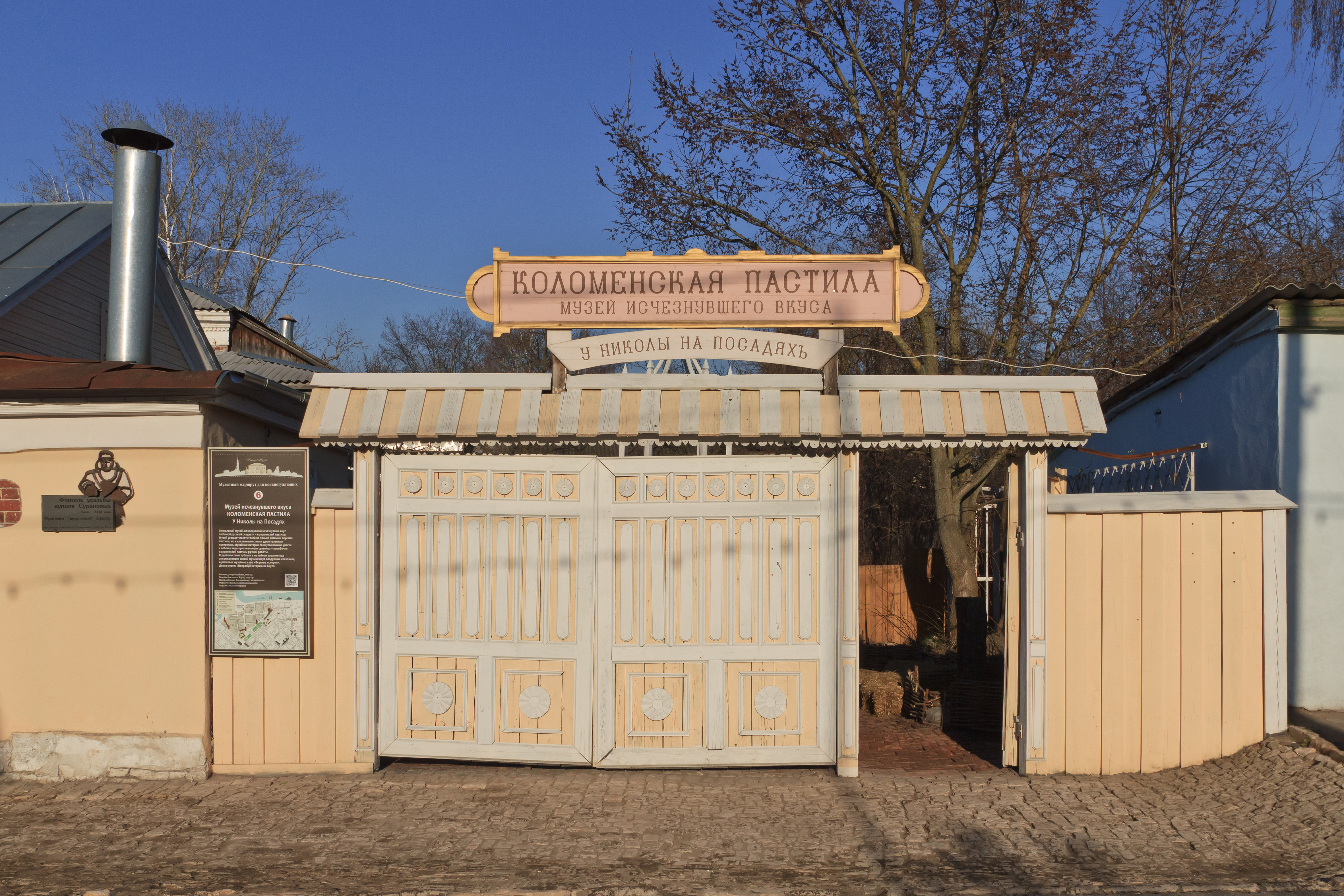
Музей «Коломенская пастила» в Коломне

Возрождение дореволюционного рецепта коломенской пастилы связано с открытием в январе 2009 года в Коломне музея «Коломенская пастила», где посетители могут попробовать и приобрести созданную по старинным рецептам пастилу из антоновских яблок. Музей расположился в здании бывшей лавки сластей, выстроенной в начале XIX века купцами Сурановыми рядом с храмом Николы на Посаде и кремлём.
Традиция домашнего изготовления пастилы сохранилась до наших дней в Белёве (см. белёвская пастила), а также в Коломне (см. коломенская пастила).